# Мадрахимов, Музаффар Анварбекович
Музаффар Анварбекович Мадрахимов - постоянный полномочный представитель Узбекистана при Организации Объединенных Наций в 2014-2017гг.

## Биография
Музаффар Мадрахимов в августе 2010 года был назначен советником - заместителем посла Посольства Узбекистана в США, сменив на этом посту Дильёра Хакимова. В марте 2014 года был назначен постоянным представителем Узбекистана при ООН по указу Президента Ислама Каримова.